# Polycarpaea breviflora
Polycarpaea breviflora är en nejlikväxtart som beskrevs av Ferdinand von Mueller. Polycarpaea breviflora ingår i släktet Polycarpaea och familjen nejlikväxter. Utöver nominatformen finns också underarten P. b. gracilis.